# Víctor Espasandín
Víctor Manuel Espasandín Facal (Santa Comba, La Coruña, 16 de marzo de 1985), conocido deportivamente como Espasandín es un futbolista español, que actúa como defensa izquierdo y milita en el Centre d'Esports Sabadell de la Segunda División de España.

## Historial
Espasandín se formó en las categorías inferiores del SD Compostela, donde militó hasta categoría juvenil. Entonces lo fichó el Real Valladolid, militando en su equipo filial, el Valladolid B, donde tuvo un alto rendimiento, lo que le llevó a ser convocado por el primer equipo. La temporada 2006/07 fue cedido a la SD Ponferradina para jugar en Segunda División.
El verano de 2007, el Valladolid lo traspasó al FC Barcelona, que lo incorporó a su segundo equipo, el Barcelona Atlètic, entrenado por Pep Guardiola, y que logró el ascenso a Segunda División B.
El 9 de febrero de 2008 fue convocado por primera vez por el primer equipo del FC Barcelona por Frank Rijkaard para la disputa del encuentro de Liga de Primera División contra el Sevilla FC, aunque no llegó a jugar.
Durante el verano de 2009 fue uno de los 11 jugadores del filial elegidos por Guardiola para realizar la pretemporada en Londres con el primer equipo.
Al finalizar su contrato con el equipo barcelonista, el 30 de junio de 2010, fichó por el AC Omonia, campeón de la Primera División de Chipre.
El 31 de enero de 2012, fichó por el Montañeros CF. Rescindió contrato hasta el 21 de junio de 2012 donde fue fichado por el CE Sabadell FC para jugar en la Liga Adelante.
El 10 de agosto de 2015 fichó por el Club de Futbol Pobla de Mafumet.
El 1 de julio de 2016 anunció su retirada.[cita requerida]

## Clubes
| Club                | País   | Año       |
| ------------------- | ------ | --------- |
| Real Valladolid B   | España | 2005-2006 |
| Real Valladolid     | España | 2006      |
| SD Ponferradina     | España | 2006-2007 |
| Barcelona B         | España | 2007-2010 |
| AC Omonia           | Chipre | 2010-2011 |
| Montañeros CF       | España | 2012      |
| CE Sabadell         | España | 2012-2015 |
| CF Pobla de Mafumet | España | 2015      |

## Palmarés

### Campeonatos nacionales
| Título              | Club      | País   | Año  |
| ------------------- | --------- | ------ | ---- |
| Supercopa de Chipre | AC Omonia | Chipre | 2010 |
| Copa de Chipre      | AC Omonia | Chipre | 2011 |